# 玲玲 (熊貓)
玲玲（1970年9月－1992年12月30日）是一只雌性大熊猫，1971年9月在中國四川宝兴县蚂蟥沟野外被发现，当时重量只有2斤6两。后来被送往北京动物园。1972年美国总统尼克松访华期间，还不满周岁的玲玲与另一只雄性大熊猫兴兴一同被赠送给美国。同年4月16日，它们抵达美国华盛顿史密森国家动物园，第一夫人帕特·尼克松出席了熊猫馆揭幕式。
自1983年玲玲首次怀孕后，它共产下过五只幼仔，但都夭折。动物园方面还曾从伦敦动物园借来一只雄性大熊猫同它交配，但也没有成功。1992年12月30日玲玲因心脏病去世。